# Kretische Stendelwurz
Die Kretische Stendelwurz (Epipactis cretica) ist eine Pflanzenart aus der Gattung der Stendelwurzen (Epipactis) in der Familie der Orchideen (Orchidaceae).

## Beschreibung
Die Kretische Stendelwurz ist eine ausdauernde Rhizom-Pflanze. Sie erreicht Wuchshöhen von 10 bis 40 Zentimeter. Die 2 bis 5 Blätter sind lederig, dunkelgrün, innen violett überlaufen und mehr oder weniger aufrecht. Die oberen sind stängelumfassend. Die Blütenstandsachse ist kahl oder spärlich behaart. Das Vorderglied der Lippe ist herzförmig, nicht zurückgeschlagen und weist am Grund 2 längliche, gefurchte Querwülste auf. Der Rand ist rosa. Das Hinterglied ist innen dunkel oliv(-braun). Die Kelchblätter und die seitlichen Kronblätter sind 8 bis 9 Millimeter lang, nach vorn gebogen, stark zusammenneigend und grünlich.
Die Blütezeit reicht von Juni bis Juli.

## Vorkommen
Die Kretische Stendelwurz ist auf Kreta endemisch. Sie wächst nur im Psiloritis- und im Dikti-Gebirge in schattigen Mischwäldern in Höhenlagen von 700 bis 1500 Meter. 

## Systematik
Epipactis cretica wurde 1980 von Johann Kalopissis und Karl Robatsch in Die Orchidee (Hamburg) Band 31 Teil 4, Seite 142 erstbeschrieben. Nach Euro+Med ist sie ein Synonym der früher beschriebenen Art Epipactis troodi H.Lindb. Harald Lindberg hatte diese Art 1942 in Årsbok-Vuosik. Soc. Sci. Fenn. Band 20 B, Teil 7, Seite 11 beschrieben.
Epipactis cretica wird von der World Checklist of Orchidaceae mit Epipactis troodi H.Lindb. aus dem Troodos-Gebirge in Zypern und dem Amanosgebirge der Türkei trotz deutlicher Unterschiede zusammengefasst und müsste dann diesen älteren Namen tragen. Diese Ansicht wird außer diesem Checklist-Eintrag nur von Euro+Med gestützt; Epipactis cretica wird in anderer aktueller Literatur als eigenständige Art weiter akzeptiert.